# Domingo de Iriarte
Domingo de Iriarte est un diplomate espagnol né le 18 mars 1739 à La Orotava, aujourd'hui Puerto de la Cruz à Tenerife, et mort le 22 novembre 1795 à Gérone. Il était le frère jumeau du savant Joseph de Iriarte, et le frère du politique Bernardo de Iriarte et du poète Tomás de Iriarte. Il signa à Bâle en 1795 la paix entre l'Espagne et la République française. Il est enterré à Gérone.

## Source
Cet article comprend des extraits du Dictionnaire Bouillet. Il est possible de supprimer cette indication, si le texte reflète le savoir actuel sur ce thème, si les sources sont citées, s'il satisfait aux exigences linguistiques actuelles et s'il ne contient pas de propos qui vont à l'encontre des règles de neutralité de Wikipédia.